# Apolysis minuscula
Apolysis minuscula är en tvåvingeart som beskrevs av Hesse 1975. Apolysis minuscula ingår i släktet Apolysis och familjen svävflugor. Inga underarter finns listade i Catalogue of Life.